# Paperone de' Paperoni (vescovo)
Paperone de' Paperoni o de' Papareschi (anche Paparone de' Paparoni; Roma, XIII secolo – Spoleto, 4 marzo 1290) è stato un vescovo cattolico italiano, appartenente all'ordine dei domenicani.

## Biografia
Figlio di Giovanni de' Paparonis, era discendente della ricca ed illustre famiglia romana dei Paparoni, stirpe da cui sul finire del secolo XII nacque il senatore romano Scotto de' Paparoni. Fu nominato da papa Clemente IV vescovo di Foligno, diocesi che resse per 20 anni, dal 1265 al 1285. Con l'elezione al soglio pontificio di Onorio IV, Paperone divenne vescovo di Spoleto, carica che esercitò dal 1285 al 1290, anno della sua morte. Paperone de' Paperoni contribuì, nelle due città umbre di cui resse le diocesi, allo sviluppo di numerosi conventi ed edifici religiosi. Un'immagine del vescovo è riportata in un dipinto del 1720, a tempera su muro, che si trova presso il palazzo episcopale di Spoleto.

## Genealogia episcopale
La genealogia episcopale è:
- Vescovo Raymond Amaury
- Papa Clemente IV
- Vescovo Paperone de' Paperoni, O.P.